# David Barnes
David Barnes, avstralski lokostrelec, * 22. februar 1986.
Sodeloval je na lokostrelskem delu poletnih olimpijskih igrah leta 2004, kjer je osvojil 36. mesto v individualni in 6. mesto v ekipni konkurenci.